# جراح‌ماهی‌های دندان‌مویی
جراح‌ماهی‌های دندان‌مویی (نام علمی: Ctenochaetus) نام یک سرده از تیره جراح‌ماهیان است.